# منصة فيسبوك

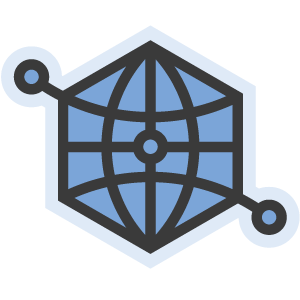
افتح شعار بروتوكول Graph

منصة فيس بوك (بالإنجليزية:  Facebook Platform)‏ هي مجموعة من الخدمات والأدوات والمنتجات التي توفرها خدمة التواصل الاجتماعي فيس بوك لمطوري الطرف الثالث لإنشاء تطبيقاتهم وخدماتهم الخاصة التي تصل إلى البيانات في فيس لوك
تم إطلاق منصة فيس بوك الحالية في عام 2010. وهي توفر مجموعة من واجهات وأدوات البرمجة التي تمكن المطورين من الاندماج مع 'الرسم البياني الاجتماعي' المفتوح للعلاقات الشخصية وأشياء أخرى مثل الأغاني والأماكن وصفحات Facebook. يُسمح للجميع بتخصيص موقع facebook.com والمواقع الخارجية والأجهزة للوصول إلى الرسم البياني.

## تاريخ المنصة
أطلق فيس بوك المنصة في 24 مايو 2007، لتوفير إطار عمل لمطوري البرامج لإنشاء تطبيقات تتفاعل مع ميزات فيس بوك الأساسية. تم تقديم لغة ترميزية تسمى Facebook Markup Language في وقت واحد؛ يتم استخدامه لتخصيص «الشكل والمظهر» للتطبيقات التي ينشئها المطورون. باستخدام المنصة، أطلق Facebook العديد من التطبيقات الجديدة، بما في ذلك الهدايا، مما يسمح للمستخدمين بإرسال هدايا افتراضية لبعضهم البعض، Marketplace ، مما يسمح للمستخدمين بنشر إعلانات مبوبة مجانية، أحداث Facebook ، مما يتيح للمستخدمين طريقة لإبلاغ أصدقائهم حول الأحداث القادمة، الفيديو، السماح للمستخدمين بمشاركة مقاطع الفيديو محلية الصنع مع بعضهم البعض، ولعبة الشبكات الاجتماعية، حيث يمكن للمستخدمين استخدام اتصالاتهم مع الأصدقاء لمساعدتهم على التقدم في الألعاب التي يلعبونها. تجمع العديد من ألعاب الشبكة الاجتماعية المبكرة الشائعة بين القدرات. على سبيل المثال، واحدة من الألعاب المبكرة التي وصلت إلى أفضل موقع للتطبيق، (Lil) Green Patch ، قامت بجمع الهدايا الافتراضية مع إشعارات الأحداث للأصدقاء والمساهمات في الجمعيات الخيرية من خلال Causes.
تقدم شركات الطرف الثالث مقاييس للتطبيق، ونشأت عدة مدونات استجابةً لمطالب تطبيقات فيس بوك. في 4 تموز (يوليو) 2007، أعلنت Altura Ventures عن 'Altura 1 Facebook Investment Fund' ، لتصبح أول شركة في العالم لرأس المال الاستثماري على فيس بوك فقط.
في 29 أغسطس 2007، غيّر فيس بوك الطريقة التي يتم بها قياس شعبية التطبيقات، لإيلاء الاهتمام للتطبيقات الأكثر جاذبية، بعد النقد بأن تصنيف التطبيقات فقط من خلال عدد الأشخاص الذين قاموا بتثبيت التطبيق يعطي ميزة لل تطبيقات فيروسية للغاية، لكنها غير مجدية.انتقدت مدونة التكنولوجيا Valleywag تطبيقات فيس بوك، ووصفتها بأنها 'وفرة من عدم الجدوى.' ودعا آخرون إلى الحد من تطبيقات الطرف الثالث حتى لا تتدهور تجربة مستخدم فيس بوك.

## الشركات المصنعة للمنصة
ابتداءً من عام 2007، شكل فيس بوك شراكات لتبادل البيانات مع 60 مصنعًا على الأقل للهاتف، بما في ذلك شركة أبل وامازون وبلاك بيري ومايكروسوفتو سامسونج. تم تزويد هؤلاء المصنّعين ببيانات مستخدم فيس بوك دون موافقة المستخدمين. ظلت معظم الشراكات سارية المفعول اعتبارًا من عام 2018 ، عندما تم الإبلاغ عن الشراكات أولاً.